# Гадсон (переписна місцевість, Нью-Гемпшир)
Гадсон (англ. Hudson) — переписна місцевість (CDP) в США, в окрузі Гіллсборо штату Нью-Гемпшир. Населення — 7534 особи (2020).

## Географія
Гадсон розташований за координатами 42°45′50″ пн. ш. 71°25′55″ зх. д. / 42.76389° пн. ш. 71.43194° зх. д. (42.763811, -71.432010).  За даними Бюро перепису населення США в 2010 році переписна місцевість мала площу 8,30 км², з яких 7,87 км² — суходіл та 0,42 км² — водойми.

## Демографія
Згідно з переписом 2010 року, у переписній місцевості мешкало 7336 осіб у 2924 домогосподарствах у складі 1968 родин. Густота населення становила 884 особи/км².  Було 3055 помешкань (368/км²).
Расовий склад населення:
| - 93,8 % — білих - 1,6 % — азіатів - 1,5 % — чорних або афроамериканців - 0,1 % — корінних американців - 1,3 % — осіб інших рас |

До двох чи більше рас належало 1,6 %. Частка іспаномовних становила 3,9 % від усіх жителів.
За віковим діапазоном населення розподілялося таким чином: 22,2 % — особи молодші 18 років, 65,7 % — особи у віці 18—64 років, 12,1 % — особи у віці 65 років та старші. Медіана віку мешканця становила 39,8 року. На 100 осіб жіночої статі у переписній місцевості припадало 97,2 чоловіків;  на 100 жінок у віці від 18 років та старших — 95,6 чоловіків також старших 18 років.
Середній дохід на одне домашнє господарство  становив 78 182 долари США (медіана — 66 368), а середній дохід на одну сім'ю — 76 505 доларів (медіана — 72 879). Медіана доходів становила 50 469 доларів для чоловіків та 39 980 доларів для жінок. За межею бідності перебувало 8,2 % осіб, у тому числі 15,8 % дітей у віці до 18 років та 6,3 % осіб у віці 65 років та старших.
Цивільне працевлаштоване населення становило 3843 особи. Основні галузі зайнятості: освіта, охорона здоров'я та соціальна допомога — 26,6 %, виробництво — 19,4 %, науковці, спеціалісти, менеджери — 11,8 %, роздрібна торгівля — 9,4 %.